# Tommaso Antonio Arbuatti
Tommaso Antonio Arbuatti, O.S.A. (14. listopadu 1673 Loreto – 27. července 1746 Osimo) byl italský římskokatolický duchovní a augustinián.

## Život
Narodil se 14. listopadu 1673 v Loretu jako syn Giacoma a Marie Diambra. Byl vychován ve zbožném prostředí. Jeho duchovním vůdcem byl augustiniánský kněz Fulgenzo Travalloni.
Roku 1692 vstoupil do noviciátu augustiniánů v klášteře svatého Augustina v Anconě. Zde přidal jméno Antonio k poctě svatého Tomáše z Villanovy. Dne 2. května 1693 složil řeholní sliby a byl poslán do Loreta k otci Travallonimu. Po jeho smrti přešel do kláštera v Mondolfu. Dne 2. prosince 1697 přijal kněžské svěcení. Od roku 1703 byl lektorem a kazatelem.
Byl povolán jako představený do kláštera v Osimu. Zde obnovil pravidelné dodržování řeholních pravidel. Od roku 1705 byl novicmistrem kláštera sv. Augustina v Anconě. Následně prošel kláštery v Livornu, Osimu a Benátkách. Roku 1713 odešel do Terralby, kde se usadil v řádové poustevně.
Roku 1735 se vrátil do Osima. Vykonával zde funkci vikáře a také převora. Zemřel 27. července 1746.

## Proces svatořečení
Proces byl zahájen 23. května 1772 a za nějaký čas přerušen. Dne 14. května 1996 byl proces obnoven.